# 1884 aux Territoires du Nord-Ouest
Chronologie des Territoires du Nord-Ouest
- 1880
- 1881
- 1882
- 1883
- 1884
- 1885
- 1886
- 1887
- 1888

Cette page concerne les événements survenus en 1884 dans le territoire canadien des Territoires du Nord-Ouest.

## Politique
- Premier ministre : Edgar Dewdney (Lieutenant-gouverneur des Territoires du Nord-Ouest)
- Commissaire :
- Législature :

## Événements
- Les métis des Territoires du Nord-Ouest, appuyé par un certain nombre de colons blancs opposés au gouvernement conservateur de John A. Macdonald, rappellent d’exil Louis Riel pour soutenir leurs revendications. En décembre, la pétition modérée transmise par Riel est ignorée par le gouvernement d’Ottawa. Riel décide d'adopter une tactique insurrectionnelle.